# صاحب عطاییان

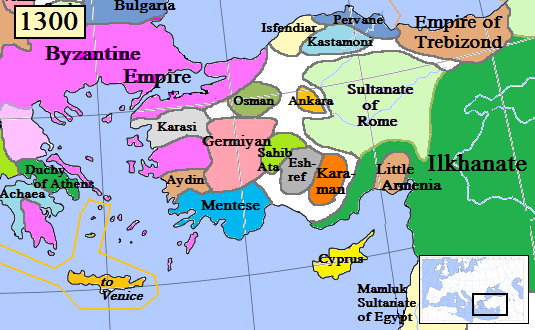
صاحب عطاییان در ۱۳۰۰

صاحب عطاییان (زبان ترکی استانبولی: Sâhipataoğulları یا Sâhipataoğulları Beyliği) یکی از ملوک‌الطوائف ترکمن در آسیای کوچک مستقر در قره حصار صاحب (افیون قره‌حصار) بود و توسط یکی از آخرین وزیران سلجوقیان روم به نام فخر الدین علی که با عنوان صاحب عطا هم شناخته می‌شد، تأسیس شد. این حکومت در ۱۲۷۵ تأسیس شد و عاقبت توسط همسایه آنها گرمیان در ۱۳۴۱ جذب شد. صاحب عطاییان آثار مهم معماری از خود بر جای گذاشتند.